# Lambda Centauri
Lambda Centauri (λ Centauri / λ Cen) è una stella nella costellazione del Centauro di magnitudine apparente +3,12 e distante 420 anni luce dal sistema solare. La stella dà il nome alla Nebulosa di Lambda Centauri, causa la vicinanza apparente ad essa, nonostante in realtà Lambda Centauri sia molto più vicina a noi rispetto alla nebulosa, situata a ben 6500 anni luce di distanza dalla Terra.

## Osservazione
La sua posizione è fortemente australe e ciò comporta che la stella sia osservabile prevalentemente dall'emisfero sud, dove si presenta circumpolare anche da gran parte delle regioni temperate; dall'emisfero nord la sua visibilità è invece limitata alle regioni temperate inferiori e alla fascia tropicale. Essendo di magnitudine +3,12, la si può osservare anche dai piccoli centri urbani senza difficoltà, sebbene un cielo non eccessivamente inquinato sia maggiormente indicato per la sua individuazione.
Il periodo migliore per la sua osservazione nel cielo serale ricade nei mesi compresi fra febbraio e giugno; nell'emisfero sud è visibile anche per buona parte dell'inverno, grazie alla declinazione australe della stella, mentre nell'emisfero nord può essere osservata in particolare durante i mesi primaverili boreali.

## Caratteristiche fisiche
Si tratta di una gigante blu di tipo spettrale B9III circa 1000 volte più luminosa del Sole e 4,5 volte più massiccia; terminato l'idrogeno nel suo nucleo da fondere in elio si sta avviando nell'ultima parte della sua esistenza, nonostante la sua età stimata sia di "soli" 125 milioni di anni, rispetto ai 4,5 miliardi di anni del Sole.
Il suo moto relativo nello spazio fa supporre che la stella faccia parte della Cintura di Gould, e in particolar modo dell'associazione del Centauro inferiore Croce, sottogruppo più vicino al Sole dell'Associazione Scorpius-Centaurus.
A meno di 1 secondo d'arco si trova una compagna visuale di classe spettrale A che pare avere lo stesso moto proprio di Lambda Centauri; se effettivamente legata alla principale essa disterebbe circa 90 UA dalla stella di classe B e impiegherebbe 335 anni a compiere una rivoluzione attorno alla principale.